# Philipp Franck (Maler, 1860)

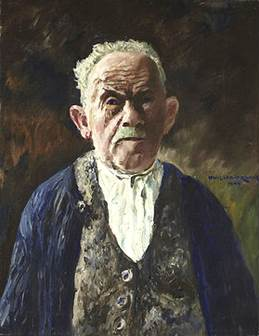
Selbstporträt

Johann Heinrich Philipp Franck (* 9. April 1860 in Frankfurt am Main; † 13. März 1944 in Berlin) war ein deutscher Maler, Grafiker, Zeichenlehrer und Illustrator.

## Leben und Werk

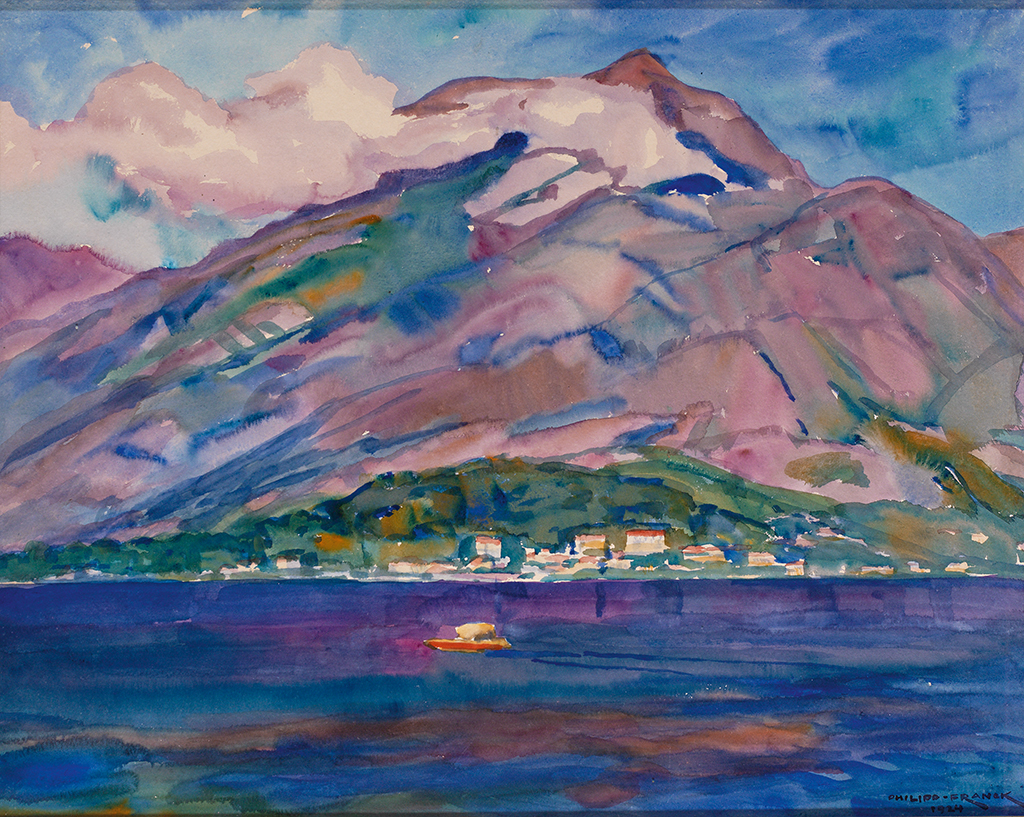
Blick auf Limone am Gardasee, Aquarell, um 1920

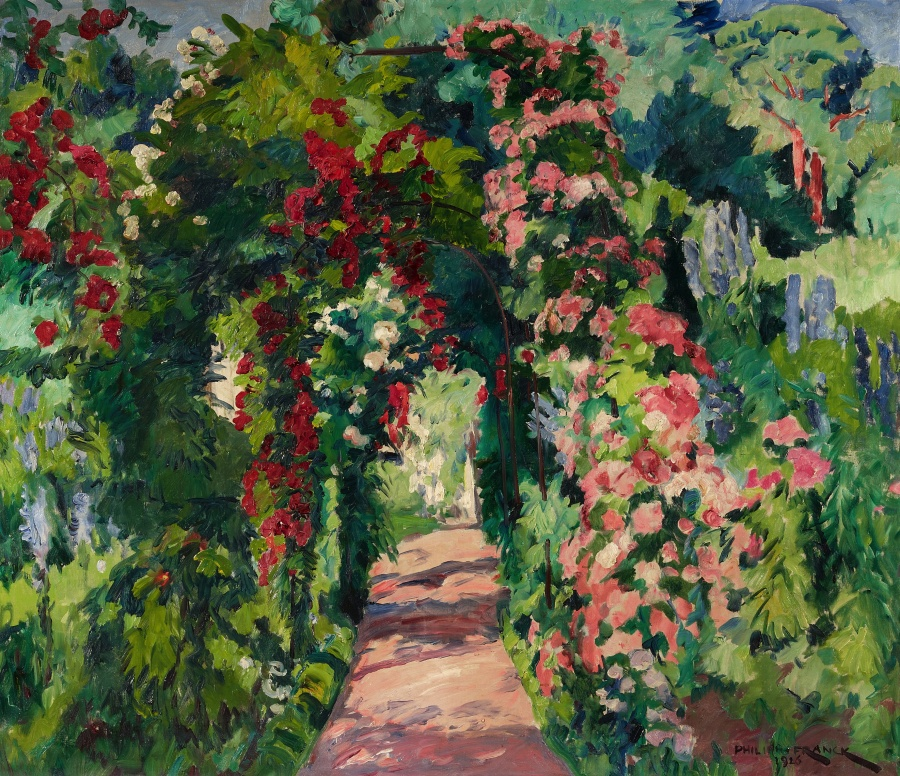
Wannseegarten, 1926

Franck war der Sohn eines Frankfurter Kaufmannes. Mit Fürsprache des Vaters begann Franck zunächst eine Ausbildung als Architekt an der Frankfurter Gewerbeschule. Nach dem Tod des Vaters brach Franck diese Ausbildung ab und widmete sich seiner Leidenschaft, der Malerei. Mit 17 Jahren kam er an das Städelsche Kunstinstitut und wurde Schüler von Heinrich Hasselhorst und Eduard Jakob von Steinle. Unter Anleitung Steinles begann Franck während dieser Zeit auch, romantische Märchen zu illustrieren.
1879 ging Franck nach Kronberg im Taunus und schloss sich der dortigen Malerkolonie an. Dort befreundete er sich mit Anton Burger, bei dem er bis 1881 auch Privatstunden nahm. Franck hatte seine eigenen Ansichten, Natur abzubilden, und ging deshalb an die Kunstakademie Düsseldorf. Dazu hatte ihm der Maler Jakob Fürchtegott Dielmann geraten. Dort blieb er bis 1886 und nahm seinen Wohnsitz in Benrath bei Düsseldorf. Unter anderem war er Schüler von Eduard Gebhardt und von Eugen Dücker, in dessen Landschafterklasse er sich von 1882 bis 1885 aufhielt. Nach den Studienjahren kamen die Wanderjahre. Franck ging zunächst nach Würzburg, um sich dort als Maler niederzulassen. Nach enttäuschenden Jahren in Würzburg entschied er sich für den Umzug nach Berlin, wo er zu einer der wichtigsten Figuren der Kunstwelt wurde. Auf Novembervereinigung und Künstler-Westclub folgte 1898 zusammen mit Lovis Corinth und Max Liebermann die Gründung der Berliner Secession. 1888 ehelichte er in Charlottenburg die Näherin Katharina Ernst (1866–1902). Zum Zeitpunkt ihres Todes lebte das Paar in Königstraße  35 in Wannsee.
Seine Absichten in Wannsee nach Kronberger Vorbild eine Künstlerkolonie zu etablieren, scheiterten. Allerdings waren diese Umgebung und das Berliner Umland wichtige Quellen für seine künstlerische Tätigkeit. Eine Vielzahl seiner Arbeiten entstanden direkt in freier Natur. Wichtige und häufige Motive in seinen Gemälden und Aquarellen sind, neben Porträts und Familienbildnissen, der Wannsee und Motive aus dem Taunus.
1904 heiratete er in Barnimslow in Pommern eine Schülerin der Kunstschule, Martha Kuhlo. Philipp Franck hatte vier Kinder. Die Familie lebte erstmal in Halensee und zog 1906 wieder nach Wannsee.
Im Jahr 1944, im Alter von 83 Jahren, starb Philipp Franck in seinem Haus in der Hohenzollernstraße 7 in Wannsee. Sein Grab ist seit 2001 als Ehrengrab der Stadt Berlin gewidmet. Seine Witwe emigrierte nach London, wo sie mit ihrem Sohn und ihrer jüdischen Schwiegertochter lebte. Philipp Franck war der Vater des Chemikers Hans Heinrich Franck und des Architekten Carl Ludwig Franck, der Großvater der Bildhauerin Ingeborg Hunzinger sowie der Ururgroßvater der Schriftstellerin Julia Franck.

## Pädagogische Tätigkeit
1892 kam Franck als Lehrer an die Königliche Kunstschule zu Berlin, wo er zwei Jahre vorher sein Zeichenlehrerexamen absolviert hatte. Die Jahre bis zu seiner Anstellung verbrachte er als Zeichenlehrer an der Latina der Franckeschen Stiftungen in Halle/Saale. 1898 erhielt Franck den Professorentitel. 1912 übernahm er drei Jahre lang die kommissarische Leitung der Kunstschule, die er 1915 dann offiziell und ordentlich übertragen bekam. Als Direktor der Königlichen Kunstschule erwarb sich Franck einen ausgezeichneten Ruf als Pädagoge, der die Reformen des Kunst- und Zeichenunterricht in Preußen gemeinsam mit Ludwig Pallat wesentlich mitgestaltete und vorantrieb.

## Mitgliedschaften und Auszeichnungen
- Mitglied der Berliner Secession
- Mitglied der Münchner Sezession
- Mitglied der Akademie der Künste
- Mitglied Deutscher Künstlerbund[6]

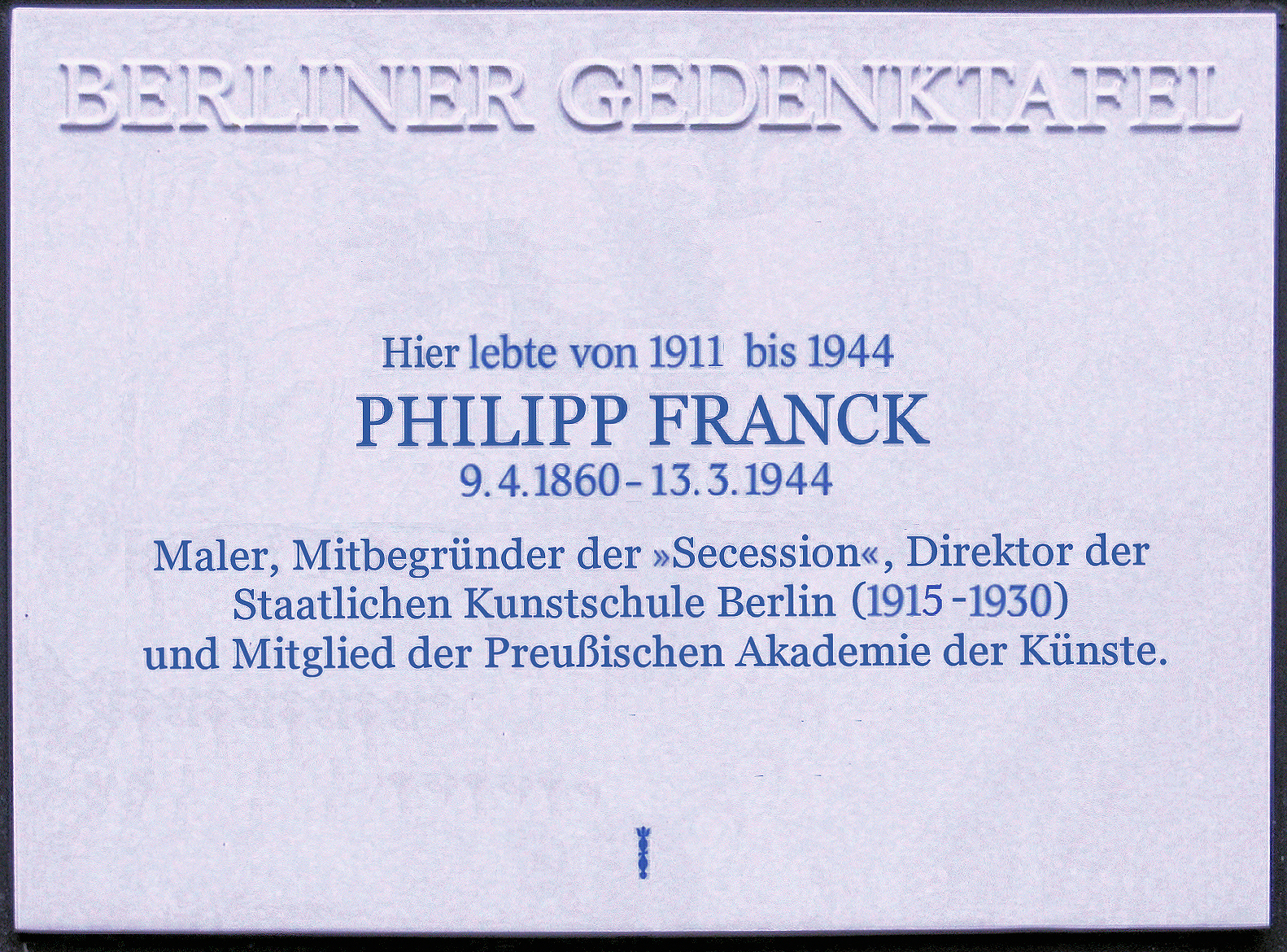
Berliner Gedenktafel am Haus Hohenzollernstraße 7, in Berlin-Wannsee

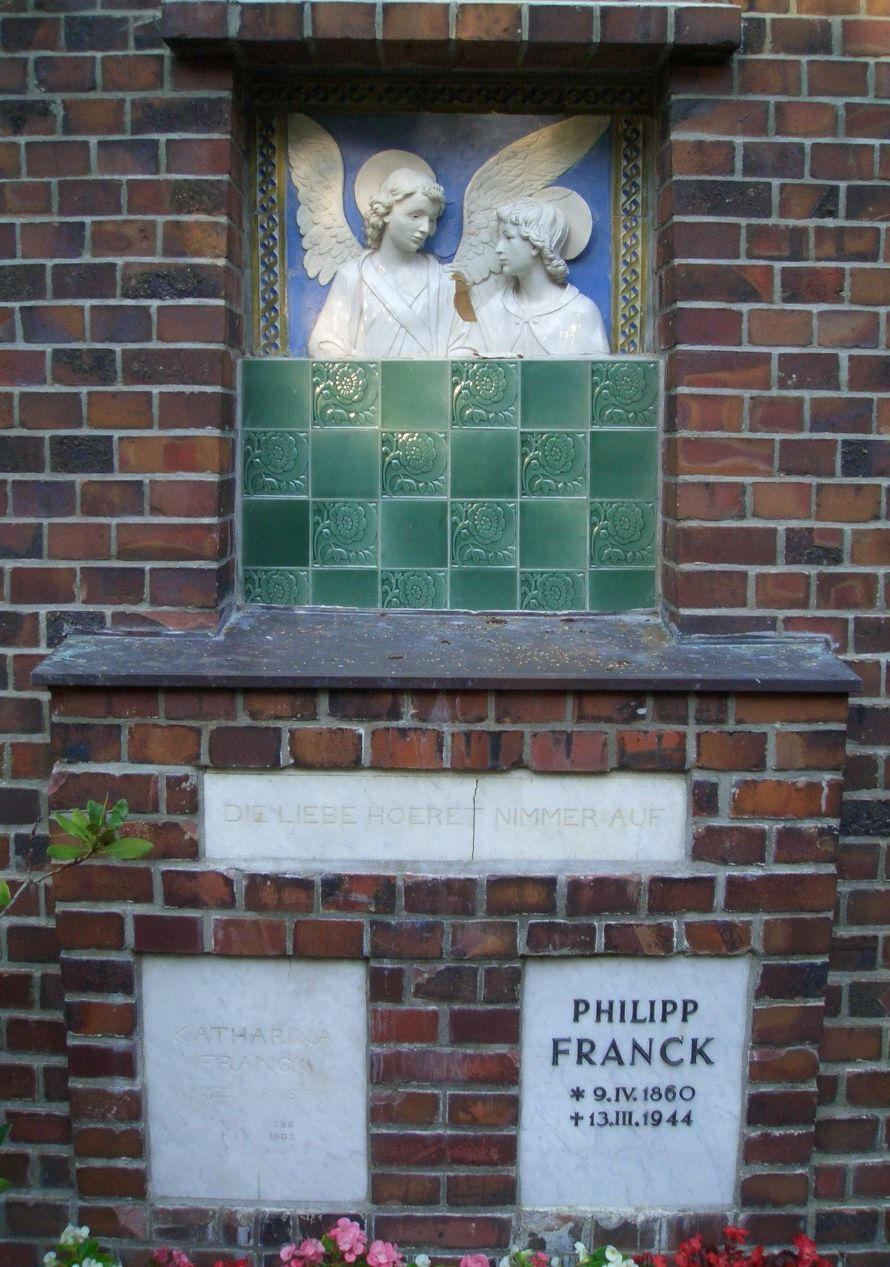
Ehrengrab auf dem Alten Friedhof Wannsee

- 1884 Bronzene Medaille (Ausstellung London)
- 1892 Ehrendiplom auf der Ausstellung in Dresden
- Georg-Kerschensteiner-Medaille

## Ausstellungen
- 1976: Kulturhaus „Hans Marchwitza“, Potsdam
- 2010: Museum Giersch, Frankfurt am Main
- 2010/2011: Bröhan-Museum[7], Berlin
- 2010: Galerie Mutter Fourage, Berlin

## Schriften
- Regenbriefe Mit 50 Federzeichnungen. Wohlgemuth & Lissner, Berlin 1920
- Vom Taunus zum Wannsee. Lebenserinnerungen. Westermann, Berlin 1920.
- Zeichen- und Kunstunterricht. Handbuch des Unterrichts an Höheren Schulen zur Einführung und Weiterbildung in Einzeldarstellungen. Hrsg. Ludwig Pallat. Band 10. Berlin 1928.
- Das schaffende Kind., Otto Karl Stollberg Verlag, Berlin 1929.
- Ein Leben für die Kunst. Rembrandt, Berlin 1944.